# Ceratostomella hyalostoma
Ceratostomella hyalostoma är en svampart som tillhör divisionen sporsäcksvampar, och som först beskrevs av Anders Munk, och fick sitt nu gällande namn av Wendy A. Untereiner. Ceratostomella hyalostoma ingår i släktet Ceratostomella, klassen Sordariomycetes, divisionen sporsäcksvampar och riket svampar. Arten är reproducerande i Sverige.